# Choral
Pour les articles homonymes, voir Choral (homonymie).

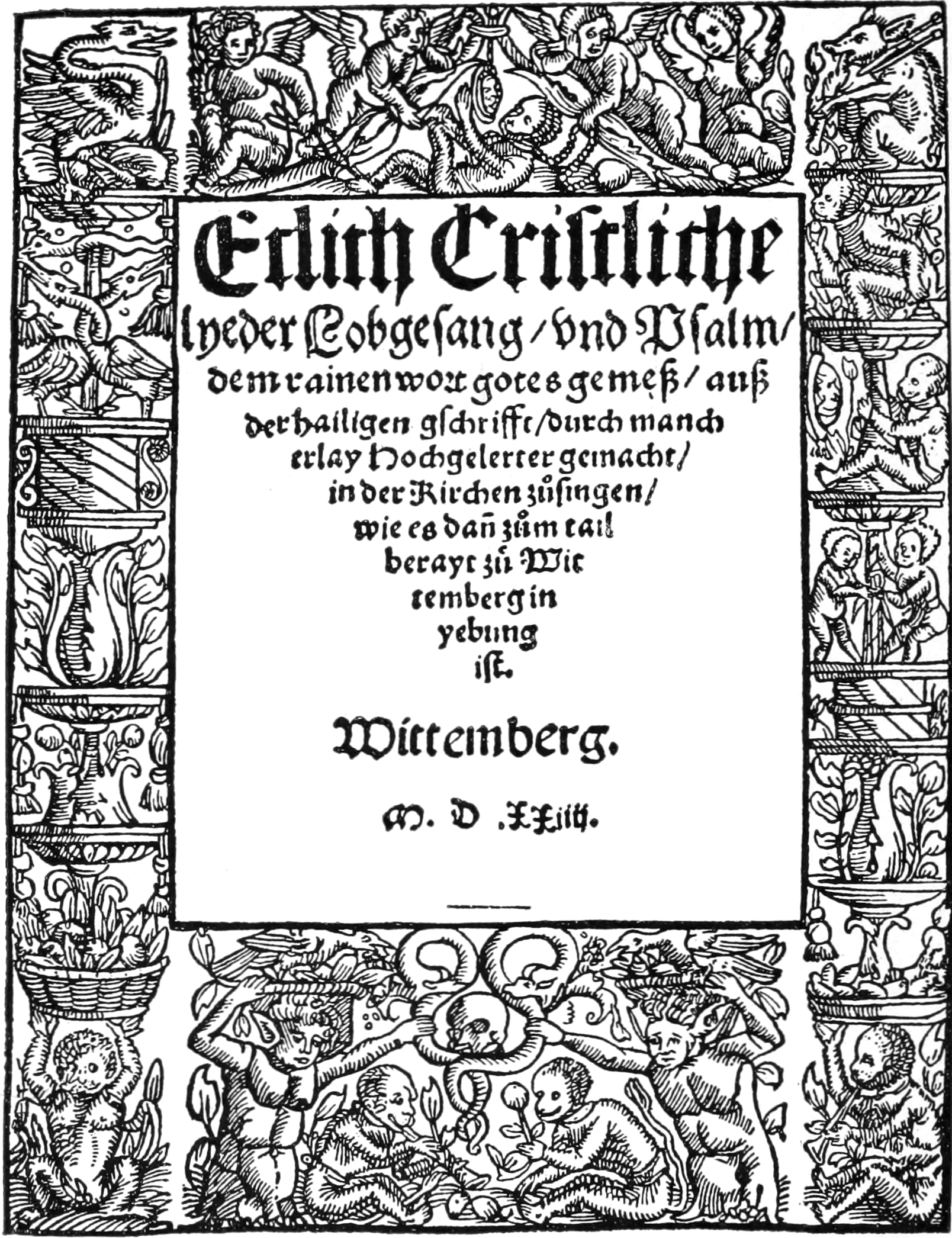
Frontispice du premier recueil de cantiques protestant, qui contenait huit chants, dont 4 composés par Luther, imprimé à Wittemberg en 1524.

Un choral (des chorals au pluriel) est un genre musical liturgique, créé au XVIe siècle dans le cadre de la réforme protestante luthérienne, pour être chanté en chœur par les fidèles pendant le culte. La particularité est que les paroles sont uniquement en langue vernaculaire. Il se veut simple afin d'être chanté et retenu par les fidèles.

## Histoire
Le choral tire son origine de la réforme protestante initiée en Allemagne par Martin Luther en 1517. Sa réforme a pour objectif un retour aux sources et aux Évangiles, en proposant une interprétation du christianisme qui passe au crible quatorze siècles d'évolution et de modifications (dues aux traductions du grec, du latin, ou simplement poétiques...) et qui introduit certaines modifications dans le déroulement de la messe. L'une des œuvres de Luther est d'avoir traduit la Bible en langue vernaculaire, qui, ainsi, l'a rendue accessible à ceux qui ne parlaient pas couramment le latin (c'est-à-dire la majorité du peuple). Ce point est important car il permet de comprendre pourquoi le choral est chanté en langue vernaculaire (par exemple, ceux de Jean-Sébastien Bach sont en allemand).
À l'opposé, la Contre-Réforme catholique lors du Concile de Trente (1545-1563) va, à l'inverse, favoriser une démarche pédagogique, rhétorique et même théâtrale, d'origine italienne, qui favorise un rapport sensible au culte, ce qui donnera quelque temps plus tard, la création des oratorios. Ces derniers sont en tous points différents du choral : chanté par des professionnels, en latin, avec une portée plus ou moins didactique.
Au début, il se veut monodique. Cependant, on observe dès 1524 des chorals polyphoniques (date à laquelle Johann Walther publie un recueil de chorals à 4 et 5 voix).

## Caractéristique du choral

### Styles et caractéristiques
Par extension, le mot désigne une pièce jouée à l'orgue, plus rarement au clavecin, sur le thème du chant correspondant (on parle aussi de « prélude de choral »). Cette forme a été très utilisée pendant la période baroque, avec des variantes :
- choral harmonisé : d'écriture verticale (en accords) avec quelques éléments d'écriture contrapuntique (horizontale) ;
- choral fugué : avec sujet, contre-sujet, stretto, divertissement... (comme dans une fugue) ;
- choral figuré : avec d'importants éléments de contrepoint en imitation ;
- choral orné : avec appoggiatures, notes de passage, il est plus mélodique ;
- choral varié : fantaisie chorale, mélange avec d'autres formes ;
- le choral est toujours chanté dans la langue du pays où l'on se trouve ;
- la mélodie utilisée pour l'harmonisation est généralement extraite d'une autre pièce, comme une mélodie grégorienne (d'origine catholique) par exemple ;
- l'assemblée des fidèles ne peut chanter que la mélodie principale, le reste étant alors joué à l'orgue ;
- il peut également être précédé d'un prélude, joué à l'orgue, et servant à indiquer la mélodie principale.

Toutes ces variantes se retrouvent dans l'œuvre de Jean-Sébastien Bach, le principal maître du choral pour orgue, dont il avait exploré un très grand nombre d'harmonisations et de développements possibles.

### Forme choral
Le choral comme ceux que l'on retrouve chez Bach adopte généralement la forme « Bar » (forme germanique) :
|           | A               | A'                                        | B                               |
| --------- | --------------- | ----------------------------------------- | ------------------------------- |
| Motifs    | Thème principal | Thème principal légèrement modifié        | Thème B                         |
| Tonalités | Ton principal   | Pas de modulation dans les œuvres simples | Ton principal, Cadence parfaite |

### La période classique et moderne
Après Bach, l'écriture du choral pour orgue évoluera et s'étendra finalement à l'orchestre sous la plume de grands compositeurs, notamment Felix Mendelssohn, puis César Franck qui donne à ce genre une dimension symphonique ; puis Anton Bruckner, organiste de formation, dont la cinquième symphonie a parfois été surnommée « symphonie chorale » en raison de son usage intensif du choral, confié principalement au groupe des cuivres ; ou encore Gustav Mahler, Marcel Dupré, Charles Tournemire, Jean Langlais, Jehan Alain, etc.